# Regelia inops
Regelia inops är en myrtenväxtart som först beskrevs av Johannes Conrad Schauer, och fick sitt nu gällande namn av Johannes Conrad Schauer. Regelia inops ingår i släktet Regelia och familjen myrtenväxter. Inga underarter finns listade i Catalogue of Life.